# Space Launch Complex 20
| Space Launch Complex 20 | Space Launch Complex 20                                                       |
| ----------------------- | ----------------------------------------------------------------------------- |
| Koordinaten             | 28° 30′ 43″ N, 80° 33′ 25″ W                                                  |
| Typ                     | Orbital Launch Site                                                           |
| Betreiber               | U.S. Space Force Firefly Aerospace                                            |
| Baubeginn               | Februar 1959                                                                  |
| Launch Pads             | 2                                                                             |
| Raketen                 | Titan 1 Titan 3A Starbird Prospector Aries Super Loki Firefly Alpha (geplant) |
| Erster Start            | 1. Juli 1960                                                                  |
| Status                  | im Umbau                                                                      |
| CCAFS                   |                                                                               |

Der Space Launch Complex 20 (SLC-20; vormals Launch Complex 20, LC-20) ist ein Raketenstartplatz auf dem Gelände der Cape Canaveral Space Force Station (CCSFS) in Florida, USA. Auf dem SLC-20 befand sich eine Startrampe für Interkontinentalraketen, die von allen dieser Rampen auf der CCSFS am längsten genutzt wurde. Zukünftig soll von dort die Firefly Alpha starten.

## Geschichte
Der Startplatz wurde Anfang 1959 zusammen mit LC-15, LC-16 und LC-19 für Titan-Missionen gebaut. 
Am 1. Juli 1960 startete die erste Rakete von LC-20. Es war eine Titan-I-Rakete, die jedoch 90 Meter über der Rampe explodierte. In den folgenden Monaten starteten von hier weitere 15 Titan I. Danach rüstete man den Komplex um, sodass Titan IIIA starten können. In den nachfolgenden Jahren flogen vier Raketen des erwähnten Raketentyps. Ab dem 6. Mai 1964 stand die Startrampe für mehrere Jahre still. 
Der Komplex wurde komplett umgebaut. Alte Systeme und Strukturen entfernte man; neue Elektronik und Systeme für kleinere Raketen baute man auf dem Gelände auf. Zusätzlich entstand eine zweite Startrampe. Seit dem Start einer Starbird-Rakete am 18. Dezember 1990 wurden von LC-20 ausschließlich Höhenforschungsraketen gestartet.

## Startliste
| Datum              | Zeit (UTC) | Raketentyp          | Seriennummer | Mission / Nutzlast        | Anmerkungen                                        |
| ------------------ | ---------- | ------------------- | ------------ | ------------------------- | -------------------------------------------------- |
| 1. Juli 1960       | 17:29      | Titan I             | J-2          | Mk4 Wiedereintrittskörper | Fehlstart (Rakete explodierte 90 m über der Rampe) |
| 28. Juli 1960      | 21:38      | Titan I             | J-4          | Mk4 Wiedereintrittskörper |                                                    |
| 30. August 1960    |            | Titan I             | J-5          | Mk4 Wiedereintrittskörper |                                                    |
| 7. Oktober 1960    | 15:50      | Titan I             | J-3          | Mk4 Wiedereintrittskörper |                                                    |
| 20. Dezember 1960  |            | Titan I             | J-9          | Mk4 Wiedereintrittskörper | Fehlstart                                          |
| 10. Februar 1961   | 05:55      | Titan I             | AJ-11        | Mk4 Wiedereintrittskörper |                                                    |
| 3. März 1961       |            | Titan I             | AJ-12        | Mk4 Wiedereintrittskörper | Fehlstart                                          |
| 31. März 1961      | 19:42      | Titan I             | AJ-15        | Mk4 Wiedereintrittskörper | Fehlstart                                          |
| 23. Mai 1961       |            | Titan I             | AJ-16        | Mk4 Wiedereintrittskörper |                                                    |
| 21. Juli 1961      | 02:00      | Titan I             | AJ-18        | Mk4 Wiedereintrittskörper |                                                    |
| 4. August 1961     |            | Titan I             | AJ-19        | Mk4 Wiedereintrittskörper |                                                    |
| 7. September 1961  | 01:30      | Titan I             | AJ-17        | Mk4 Wiedereintrittskörper |                                                    |
| 29. September 1961 | 01:52      | Titan I             | AJ-20        | Mk4 Wiedereintrittskörper |                                                    |
| 24. Oktober 1961   | 23:28      | Titan I             | AJ-21        | Mk4 Wiedereintrittskörper |                                                    |
| 22. November 1960  | 00:30      | Titan I             | AJ-22        | Mk4 Wiedereintrittskörper |                                                    |
| 13. Dezember 1960  |            | Titan I             | AJ-23        | Mk4 Wiedereintrittskörper |                                                    |
| 1. September 1964  |            | Titan IIIA          | 3A-2         | Transtage 1               | Fehlstart                                          |
| 10. Dezember 1964  |            | Titan IIIA          | 3A-1         | Transtage 2               |                                                    |
| 11. Februar 1965   | 15:19      | Titan IIIA          | 3A-3         | LES 1                     |                                                    |
| 6. Mai 1965        | 15:00      | Titan IIIA          | 3A-6         | LES 2, LCS 1              |                                                    |
| 18. Dezember 1990  | 03:37      | Starbird            |              | LACE UVPI-Testmission     |                                                    |
| 18. Juni 1991      | 11:34      | Prospector          |              | Microgravity Mission      | Fehlstart                                          |
| 20. August 1991    | 09:45      | Aries Red Tigress   | 1A           | Testmission               |                                                    |
| 14. Oktober 1991   | 10:17      | Aries Red Tigress   | 1B           | Testmission               |                                                    |
| 23. Mai 1993       | 09:17      | LCLV Red Tigress    | 2A           | Testmission               |                                                    |
| 28. Mai 1993       | 08:34      | LCLV Red Tigress    | 2B           | Testmission               |                                                    |
| 21. Januar 2000    | 16:22      | Super Loki LiteStar |              |                           |                                                    |
| 12. Dezember 2000  | 20:00      | Super Loki LiteStar |              | Testmission               |                                                    |
| 13. Dezember 2000  | 16:00      | Super Loki LiteStar |              | Testmission               |                                                    |